# Aquafília
L'aquafília (del llatí aqua, aigua, i del grec φιλειν philein, amic de) o també anomenada hidrofília és una forma de fetitxisme sexual on l'excitació és motivada per imatges de gent nedant, estant sota l'aigua, així com per realitzar activitats sexuals dins o sota l'aigua.